# رابرت کارلسون
رابرت کارلسون (انگلیسی: Robert Carlson; ۱۱ آوریل ۱۹۰۵ – ۱۴ آوریل ۱۹۶۵) قایقران قایق بادبانی اهل ایالات متحده آمریکا بود.